# Самрау
Самрау — в башкирській міфології цар вищого світу, віщий птах. Відповідає образу Сімурга в іранській міфології.
У башкирських епічних творах «Урал-батир» і «Акбузат» Самрау зображується божеством з пташиною подобою. Йому підвладні небесний, надземний і підземний світи, він є верховним богом в башкирському пантеоні. Сонце і Місяць — його дружини, від шлюбу з якими у Самрау доньки — Хумай і Айхилу.

## Самрау в епосі «Урал-батир»
Згідно з епосом, Урал-батир перемагає царство зміїв і їхнього царя Кахкаху, звільняючи при цьому з полону дочок царя Самрау — Хумай і Айхилу. Потім герой епосу бореться з девами і їхнім владикою Азракою, а також з рідним братом Шульгенем, який перейшов на їхню сторону. Шульген здобуває в Уралу чарівний жезл, яким він влаштовує всесвітній потоп. Щоб допомогти Уралу і в знак подяки за порятунок країни і дочок, Самрау дарує йому крилатого коня Акбузата і алмазний меч, за допомогою яких Урал перемагає девів. На місці моря з тіл нечисті виникають гори, тепер називають Уральськими.

## Дослідники епосу про Самрау
Історик З. Г. Амінєв вважає, що під ім'ям Самрау в башкирській міфології давні предки башкирів мали на увазі власне Небо.
За твердженням В. С. Мавлетова, Сонячна країна Самрау — це той ідеал справедливого суспільного устрою, до якої прагне кожен народ.

На думку етнографа У. Ш. Атангулова, башкири вбачали в «царстві Самрау», де загальний мир, достаток і злагода, якийсь політичний ідеал:
 В країні Самрау всі рівноправні, ніхто нікого не гнітить, не посягає на честь і гідність іншого, всі працюють на загальне благо, ніхто не прагне розбагатіти, живуть за законами братерства. Якщо хтось робить замах на усталені звичаї і порядки, «люди, змовившись між собою», проганяють його з країни. Самрау так управляє своїм царством, що ніби і немає ніякого керівництва.
Вищою мірою покарання злочинця в міфічному царстві Самрау було вигнання з країни або відлучення від батьківщини. Так, незважаючи на всі злочини проти країни і її жителів, Шульген був покараний лише вигнанням з неї.

У. Ш. Атангулов пояснює вплив епосу на башкирський народ:
Історики сперечаються про те, чи була у башкирів державність. У народу, який носив у душі епос «Урал-батир», не могло не бути державності. Башкири, мабуть, над усе цінували особисту свободу, і за неї стояли на смерть. Вони були озброєні, організовані, у разі зовнішньої небезпеки могли швидко об'єднатися і представляли грізну силу. Ймовірно, тримали в страху своїх сусідів, і про них йшла недобра слава.

## Самрау і сучасність
Образ та ім'я божества Самрау популярні в сучасному Башкортостані. Іменем Самрау названі компанії, установи культури, футбольна команда, творче об'єднання художників.